# Gens Petronia
La gens Petronia fu un'importante gens della Repubblica e dell'Impero romano.

## Origini
L'origine dei Petronii non era romana, ma etrusca, umbra o sabina. Nella città umbra di Perusia (moderna Perugia) sono state ritrovate delle urne cinerarie con iscrizioni etrusche; un ramo della famiglia ebbe in seguito il cognomen Umbrinus; a Montepulciano è attestato l'aruspice Gaio Petronio, figlio di Crispina (l'indicazione della madre è tipico della cultura etrusca); a Praeneste (moderna Palestrina) esistono antiche tombe del VII-VI secolo che recano il nome etrusco "Petruni".

## Petronii dell'epoca repubblicana
I Petronii compaiono solo nel II secolo a.C. nella storia romana.
- Lo storico Polibio racconta di un Gaio Petronio inviato in Asia nel 156 a.C. per esaminare le ragioni del contrasto tra i re di Pergamo e della Bitinia;[1]
- Un certo Lucio Petronio, di umile origine giunse al rango equestre nell'87 a.C.
- All'epoca di Giulio Cesare, molti Petronii avevano un posto nell'esercito. Nell'anno 53 a.C. un Petronio servì sotto Marco Licinio Crasso e fu testimone oculare della sua morte nella campagna contro i Parti;
- Marco Petronio era centurione della Legio VIII di Cesare: si sacrificò con i suoi soldati per conquistare Gergovia (52 a.C.);

## Petronii dell'epoca imperiale

### Petronii senza cognomen; Petronii Turpiliani
Il ramo più importante della famiglia fu quello dei Petronii senza cognomen (anche se alcuni membri pare avessero il cognomen Turpilianus). Questo ramo della famiglia era di chiara discendenza sabina.
- Publio Petronio (prefetto d'Egitto) (erroneamente chiamato Gaio), cavaliere romano, prefetto d'Egitto nel 25-21 a.C. circa, forse identico al tribuno militare di Crasso;[2]
  - Publio Petronio Turpiliano (triumviro monetale), direttore della zecca nel 20-18 a.C. circa, figlio del precedente, forse da identificare col proconsole della Hispania Baetica nel 6/5 a.C. Con lui la famiglia raggiunge il rango senatoriale;[3]
    - Publio Petronio (augure), probabilmente figlio del precedente, augure, console suffetto nel 19, proconsole d'Asia nel 29-35, governatore di Siria nel 39-42;[4]
      - Petronia, prima moglie di Vitellio, madre di
        - Vitellio Petroniano
        - Servio Cornelio Dolabella Petroniano, console nell'86;[5]

      - Publio Petronio Turpiliano (console 61), morto nel 68, console nel 61;[6]
      - Tito Petronio detto Arbitro (14-66), politico e scrittore, autore del Satyricon;[7]

    - Gaio Petronio, console suffetto tra settembre e dicembre 25, probabilmente fratello di Publio.[8]

### Petronii Nigri
I Petronii Nigri furono probabilmente imparentati strettamente con i Petronii senza cognomen e con i Petronii Turpilliani.
- Gaio Petronio Ponzio Nigrino (console 37), figlio di Lucio Ponzio Ni[grino?], forse adottato da Gaio Petronio, console suffetto nel 25;[9]
  - Publio Petronio Nigro, console suffetto del 62, figlio del precedente, talvolta confuso con Petronio Arbitro;[7]
    - Ponzia, probabilmente figlia di Petronio Nigro.[10]

### Petronii Umbri(ni)
- Gaio Petronio Umbrino;[11]
  - Petronia, figlia del precedente, sposa Galeo Tettieno;[12]
  - Quinto Petronio Umbro, figlio di Gaio, legato di Nerone nel 54;[13]
    - Marco Petronio Umbrino, figlio del precedente, console suffetto dell'81[14]
      - Marco Petronio Cremuzio, figlio del precedente, arvale nell'87.[15]

### Altri Petronii del I secolo
Nel I secolo sono attestati anche:
- Petronio Musa, farmacologo[16]
- Petronio Aristocrate (34-62), di Magnesia, filosofo, amico e insegnante di Aulo Persio Flacco
- Aulo Petronio Lurcone, console suffetto del 58[17]
- Petronio Prisco, bandito nel 65 per aver partecipato alla cospirazione di Pisone[18]
- Marco Petronio Flacco e Marco Petronio Narcisso, menzionati come cavalieri in Pannonia nel 61[19]
- Petronio Urbico, procuratore in Norico nel 68[20]

### Petronii Probi(ani)
Tra il IV e il VI secolo i Petronii Probi diedero all'impero diversi consoli:
- Petronio Probiano, console nel 322, praefectus urbi nel 329-331
  - Petronio Probino, figlio del precedente, console nel 341, praefectus urbi nel 345-346
    - Sesto Petronio Probo, figlio del precedente, console nel 371
      - Anicio Ermogeniano Olibrio, figlio di Sesto Petronio Probo, console nel 395
      - Anicio Probino, figlio di Sesto Petronio Probo, console nel 395
      - Anicio Petronio Probo, figlio di Sesto Petronio Probo, console nel 406

  - Faltonia Betizia Proba, figlia di Probiano, poetessa

- Petronio Probino, console nel 489
  - Rufio Petronio Nicomaco Cetego, figlio del precedente, console nel 504

Quando l'imperatore Teodosio I, dopo aver sconfitto l'imperatore Eugenio (molto tollerante nei confronti dei pagani), manifestare la propria vicinanza alla fazione cristiana del Senato romano, nominò consoli per il 395 i due figli minori di Sesto Petronio Probo, Anicio Ermogeniano Olibrio e Anicio Probino; il terzo figlio di Petronio Probo, Anicio Petronio Probo, fu nominato console del 406 insieme all'imperatore Arcadio, un grande onore per la famiglia e l'ennesimo segno della lealtà della famiglia dei Petronii Probi alla dinastia teodosiana. Il poeta Claudio Claudiano compose un panegirico per il consolato di Olibio e Probino; fu solo dopo questa composizione, e probabilmente grazie al patronato degli Anicii Petronii, che fu fatto oggetto dell'attenzione imperiale. Stando allo storico Zosimo, quando nel 409 Prisco Attalo usurpò il trono di Onorio (figlio e successore di Teodosio), gli Anicii furono l'unica famiglia senatoriale romana a non esultare. Infine, è possibile che l'Anicio Olibrio che sposò la figlia di Valentiniano III e divenne imperatore fosse discendente di Anicio Ermogeniano Olibrio e quindi imparentato con gli Anicii Petronii.